# 埃斯特羅峰
44°17′14″N 06°30′17″E / 44.28722°N 6.50472°E

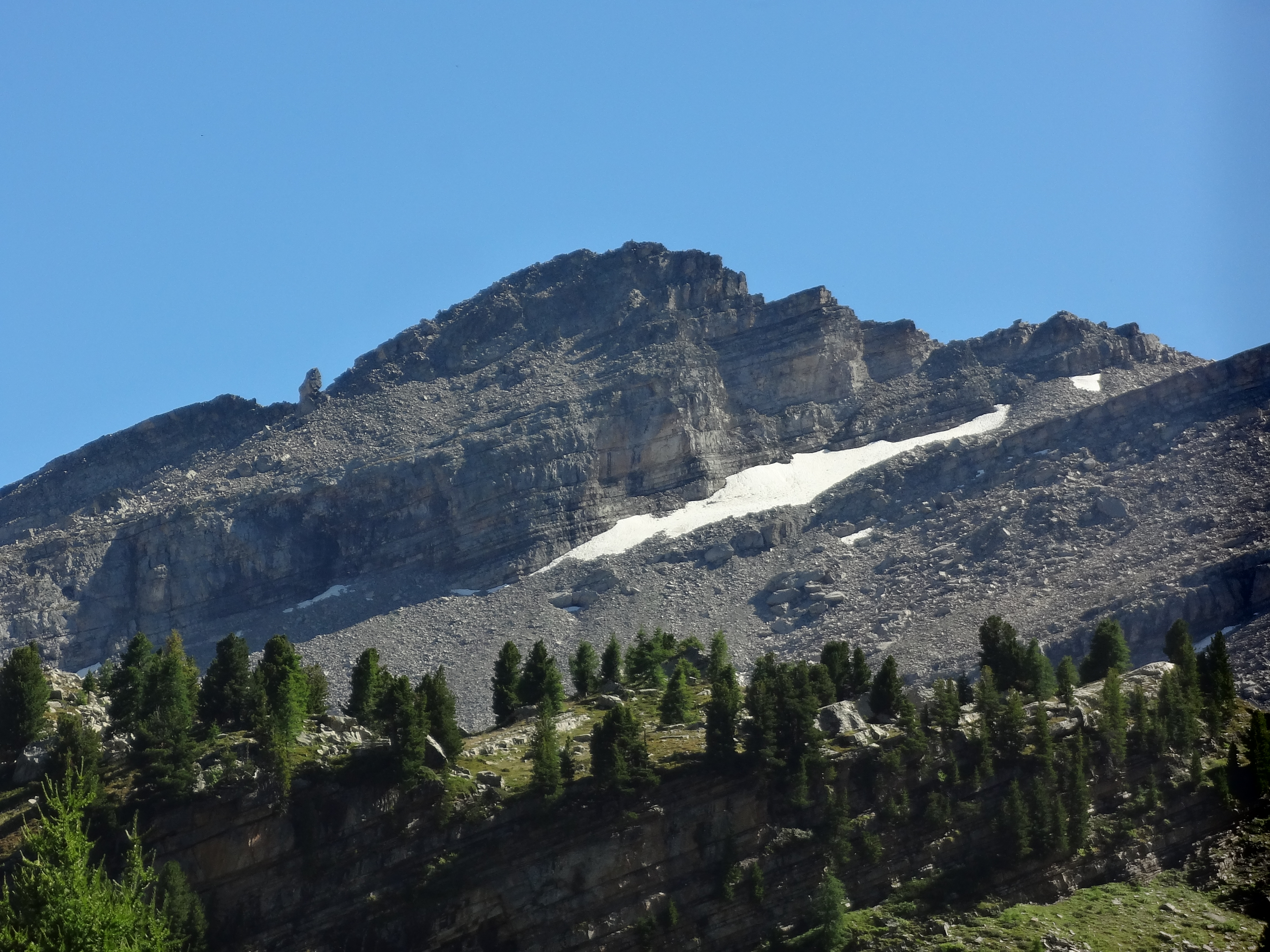

埃斯特羅峰（法語：Tête de l'Estrop），是法國的山峰，位於該國東南部，由普羅旺斯-阿爾卑斯-蔚藍海岸大區負責管轄，屬於普羅旺斯阿爾卑斯山脈的一部分，海拔高度2,961米，每年平均降雨量1,451毫米。